# Малый копьеносец
Малый копьеносец или западноатлантический копьеносец (лат. Tetrapturus pfluegeri), — вид лучепёрых рыб из семейства марлиновых (Istiophoridae). Распространены в тропических и субтропических водах Атлантического океана. Хищники, охотящиеся в верхних слоях воды на рыб и кальмаров. Максимальная масса тела 58 кг, а длина 2,54 м. Практически не имеют естественных врагов.

## Таксономия
Выделен в качестве отдельного вида в 1963 году. Видовое название дано в честь таксидермиста из Майами Альберта Пфлуегера (англ. Albert Pflueger), принимавшего участие в исследованиях данного вида рыб .

## Описание
Тело мощное, удлинённое, сильно уплощённое с боков. Рыло удлинённое, тонкое, копьевидное, округлое в поперечном сечении. Его длина равна или немного больше длины головы. Затылок прямой. Мелкие зубы на обеих челюстях и нёбе. Левая и правая жаберные перепонки сращены между собой, но не прикреплены с межжаберному промежутку. На жаберных дугах нет жаберных тычинок.
Два спинных плавника разделены небольшим промежутком. Первый плавник с длинным основанием и 44—50 мягкими лучами. Передняя лопасть высокая, закруглённая, её высота превышает высоту тела в его передней части. На уровне девятого луча высота первого спинного плавника резко снижается и затем остаётся примерно одинаковой на всём протяжении за исключением задней части. Второй спинной плавник короткий с 6—7 мягкими лучами, смещён к хвостовому стеблю. Два анальных плавника, первый с 12—17 мягкими лучами, а второй с 6—7 мягкими лучами. По форме и размеру анальные плавники сходны со вторым спинным плавником.
Грудные плавники широкие, длинные (более 18 % длины тела) с 18—21 мягкими лучами и закруглёнными концами, плотно прижаты к бокам тела. Брюшные плавники тонкие, по длине примерно равны или несколько длиннее грудных плавников, могут убираться в глубокий желобок на брюхе.
Хвостовой стебель сжат с боков и немного сжат в дорсо-вентральном направлении. На каждой стороне хвостового стебля расположены хорошо развитые парные кили.
Хвостовой плавник месяцеобразный.
Боковая линия одна, хорошо заметна, идёт вдоль всего тела, немного изгибается над основанием грудных плавников, затем прямая. Позвонков 24 .
Форма чешуи в боковой линии и расстояние между анальным отверстием и первым анальным плавником являются отличительными признаками в семействе марлиновых. У малого копьеносца передний край чешуй заострён, а в заднем крае 2—5 жёстких заострённых выступов. Расстояние от анального отверстия до начала первого анального плавника равно или превышает высоту первого анального плавника (соотношение 0,95—1,36).
Спина тёмная с голубоватым оттенком, бока серебристо-белые с хаотично разбросанными участками коричневого цвета, брюхо серебристо-белое. Спинные плавники тёмно-синие без пятен. Грудные плавники тёмно-коричневые, иногда с серовато-белым оттенком. Брюшные и первый анальный плавники тёмно-синие, их основания с серебристо-белым оттенком. Второй анальный плавник тёмно-коричневый.
Максимальная длина тела 254 см, обычно до 165 см. Максимальная зарегистрированная масса тела 58 кг.

## Распространение
Распространены в тропических и субтропических водах Атлантического океана между 40° с. ш. и 35° ю. ш.

## Биология
Морская пелагическая океанодромная рыба. Взрослые особи обычно встречаются поодиночке, иногда небольшими группами одноразмерных рыб. Обитают в открытых водах на глубине от 0 до 200 м, обычно выше термоклина. Предпочитают районы с температурой воды около 26°.

### Размножение
В северном и южном полушариях созревают и нерестятся в сходные календарные сроки, а не в сходные сезоны года, что свидетельствует о гомогенности популяции данного вида. Самки нерестятся один раз в году.

### Питание
Малые копьеносцы являются хищниками и питаются в верхних слоях воды рыбами и кальмарами. Состав рациона довольно разнообразен. В южной части Карибского моря в состав рациона малых копьеносцев входили Ommastrephidae, а также сельдевые и средиземноморский долгопёр.
В западной Атлантике основными кормовыми организмами являлись атлантический морской лещ (Brama brama) и змеиная макрель (Gempylus serpens), а из головоногих — Ornithoteuthis antillarum, Hyaloteuthis pelagica и Tremoctopus violaceus.
В северной субропической и тропических областях Атлантического океана в составе рациона малого копьеносца преобладали рыбы (более 75 %) и головоногие (более 20 %). В желудках обнаружены рыбы, принадлежащие к 12 семействам, из них более 80 % составляли представители трех семейств: гемпиловые (Gempylidae), летучие рыбы (Exocoetidae) и скумбриевые (Scombridae). Морские лещи (Bramidae) были представлены значительно в меньшем количестве (около 10 %).